# ソフトファクトリー
ソフトファクトリー (Softfactory)は、かつて存在した日本のソフトウェアメーカー。パソコン用ゲーム、コンテンツを中心に企画・開発を手がけていた。
創業者である北野不凡が2021年4月より名古屋国際工科専門職大学の講師に就任することに伴い、2020年をもって解散した。

## 概要
北野不凡がケムコ、コンパイル所属を経て1999年に設立。
所在地
〒732-0032 広島県広島市東区上温品4-33-30 リブゼ温品1001号室

### 一般ソフトウェア
- あすか120%リターン (WIN)　発売元：ファミリーソフト
- 初恋ばれんたいんスペシャル (WIN)　発売元：ファミリーソフト
- タッチマスター (WIN/Mac)　発売元：ボーステック
- エジプトゲームズ (WIN/Mac)　発売元：ボーステック
- しげっちとタイピング (WIN/Mac)　発売元：ボーステック
- しげっちとタイピング2 (WIN/Mac)　発売元：ボーステック
- 倉庫番（携帯ゲーム）発売元：スクウェア・エニックス
- DAISOキッズコーナー（Webアプリケーション）発売元：DAISO
- スクウェア・エニックス　パズルコーナー（携帯ゲーム）発売元：スクウェア・エニックス

その他受託開発による製品が多数ある。

### R18ソフト
別ブランドより販売（Dall・ADNiS・オクターブ・Triangle TEAM-Delta）
- かるめす(WIN)　ブランド：DALL　発売日：2000/06/16　発売元：ファミリーソフト／サークル出版社
- ブレイクアウト・エアライン(WIN)　ブランド：DALL　発売日：2000/11/02　発売元：ファミリーソフト／サークル出版社
- ほたるのひかり〜フローライト〜 (WIN)　ブランド：ADNiS　発売日：2001/06/15　発売元：ファミリーソフト／サークル出版社
- カプセルメイドありす (WIN)　ブランド：ADNiS　発売日：2002/01/25　発売元：ファミリーソフト／サークル出版社
- 蒼惶の城 (WIN)　ブランド：オクターブ　発売日：2002/11/01　発売元：株式会社セブンエイト
- つばさのうた (WIN)　ブランド：オクターブ　発売日：2003/10/31　発売元：株式会社セブンエイト
- 保母さんチュッ！ (WIN)　ブランド：Triangle TEAM-Delta　発売日：2003/12/05　発売元：合資会社天門（当時。現在の株式会社ルート・ツー）

その他受託開発による製品がある。